# 唇齧脂鯉
唇齧脂鯉，為輻鰭魚綱脂鯉目脂鯉亞目脂鯉科的其中一個種。分布於南美洲秘魯北部Tumbes河流域，體長可達10.8公分，棲息在底中層水域，生活習性不明。